# Уайт Бъфало
Уайт Бъфало (на английски: The White Buffalo – „Белият бивол“) е сценичното име на американския музикант и текстописец Джейкъб Арън Смити неговата едноименна група.

## Биография
Джейк Смит е роден през 1973 г. в Юджийн, Орегон, САЩ. Израства в Хънтингтън Бийч, Южна Калифорния и идва в музиката едва като възрастен в колежа. Той избра сценичното си име Уайт Бъфало, в превод Белият бизон след случайно предложение. През 2002 г. завършва първия си албум, озаглавен „Hogtied Like a Rodeo“. За второто издание той успява да спечели „Koool G Murder“ с „Eels“ като продуцент. „The White Buffalo“ е EP е с шест песни и излиза през 2005 г. През следващите години славата му нараства, наред с други неща, като се появява с групата „Gomez“, Зиги Марли и Донован Франкенрайтер. Неговият професионален колега сърфист Крис Малой помога на песента му „Wrong“ да стане по-популярна, като е използвана във филм за сърфисти. Уайт Бъфало също се прочува в Япония и Австралия.
Пробивът идва през 2010 г. с EP-то „Prepare for Black & Blue“ и използването на редица негови песни в телевизионните сериали „Sons of Anarchy“ и „Californication“ както и в няколко други филма. Версия на класическата „The House of the Rising Sun“ от него със серийната група „Forest Rangers“ може да се намери в песните на саундтрака на „Sons of Anarchy“. Смит подписа договор за запис с лейбъла „Unison“. EP-то „The Lost and Found“от 2011 и следващата година с първият истински лейбъл албум – „Once Upon a Time in the West“. Двата албума имат поне забележителни успехи и влизат в класациите на „Heatseekers“ в САЩ. Докато песните в тези албуми се занимават музикално и тематично с миналото на САЩ, Джейк Смит посвещава следващия си албум на съдбата на ветераните от войната в Ирак. „Shadows, Greys & Evil Ways“ излиза през 2013 г. и му печели място в официалните класации за прна албуми .
В края на поредицата „Sons of Anarchy“, „The White Buffalo“ пее песента „Come Join the Murder“ отново заедно с „Forest Rangers“ като лебедова песен. Текстът за това идва от инициатора на сериала и продуцента Кърт Сатър. След като последният епизод е излъчен на 9 декември 2014 г., 7-минутното парче се намира в голямо търсене и продава над 40 000 изтегляния. Песента също стигна до номер 93 в единичните класации и в първите десет на рок класациите.
„The White Buffalo“ записват специално съставената песен „I know you“ за играта „Halo Wars“ 2 от „343 Industries“, която ще излиза през 2017 г. със съпътстващия я трейлър.
В Германия той става известен на широката общественост чрез появата си в късното нощно предаване за на ARD „Inas Nacht“ на 2 юни 2018 г., за което, според домакинята, той лети от Калифорния.

## Синовете на анархията
Уайт Бъфало си сътрудничи с „The Forest Rangers“, за да изпълни песента „Come Join the Murder“ в края на сериала. Песента е написана от създателя на филма Кърт Сатър. Други песни, композирани от „The White Buffalo“, които могат да се чуят в телевизионния сериал, са „The Matador“, „Damned“, „Wish It True“, House of The Rising Sun (кавър), „The Whistler“, „Set My Body Free“, „Sweet Hereafter“, „Oh Darlin' What Have I Done“ и „Bohemian Rhapsody“ (кавър).

## Турнета
The White Buffalo участва през 2015 г. в „Azkena Rock Festival“ във Витория-Гастейс.
През последните няколко години White Buffalo свири на национални и международни предавания с участия на изпълнители като Райън Бингъ, Донаван Франкенрайтър, Гомес, Ксавие Ръд, „State Radio“, Джак Джонсън, Зиги Марли и „Грейс Потър и The Nocturnals“, сред още много други.

## Награди и номинации
Уайт Бъфало е обявен за един от дванадесетте артисти, които да гледате в зимната музикална преглед на NPR през 2012 г.
Цифровото EP на „White Buffalo“, „Lost And Found“, издадено 12/6, с участието на „Wish It True“ , както се чува в „Sons of Anarchy“ (Сезон 3), е наречено „Billboard Folk Chart „HOT SHOT DEBUT“. „Къщата на изгряващото слънце“ с „The Forest Rangers“ също е включена в сезон 4 на „Sons of Anarchy“.
Уайт Бъфало участва на фестивала „Bonnaroo“ през 2011 г. и участва в „The Living Room Sessions“ през декември 2011 г.
През август 2014 г. „The White Buffalo“ изпълняват своите песни „This Year“ и „The Whistler“ на Jimmy Kimmel.

## Състав на Уайт Бъфало бенд
- Мат Лайнът – ударни[12]
- Томи Андрюс – бас[12]
- Кристофър Хофи – Бас[12]
- Джейк Смит – китара[12]

## Дискография

### Студийни албуми
- Hogtied Like a Rodeo – (independently released) – 2002
- Hogtied Revisited – (independently released) – 2008
- Once Upon a Time in the West – 2012
- Shadows, Greys, and Evil Ways – 2013[13][14]
- Love & The Death of Damnation – 2015
- Darkest Darks, Lightest Lights – 2017
- On the Widow's Walk – 2020

### Ел Пи
- The White Buffalo – (independently released) – 2002
- Prepare for Black and Blue – 2010
- Lost and Found – 2011

### Саундтраци
- Safe Haven – 2013
- The Lone Ranger: Wanted – 2013
- West of Memphis – 2014[15]
- I Know You (Halo Wars 2 – E3 трейлър – 2016

### Музикално видео
- Love Song – 2005
- Insane – 2011
- Wish It Were True – 2012
- BB Guns And Dirt Bikes – 2012
- How The West Was Won – 2012
- Don't You Want It – 2013
- The Getaway – 2013
- Modern Times – 2015
- I Got You – 2016
- Avalon – 2017